# Danielle McCarthy
Danielle McCarthy (ur. ?) – irlandzka lekkoatletka, tyczkarka.
Była rekordzistka kraju.

## Rekordy życiowe
- Skok o tyczce – 2,94 m (1999)[2]